# جيمي باردو
جيمي باردو (بالإنجليزية: Jimmy Pardo)‏ هو مذيع أمريكي، ولد في 27 يوليو 1966 في شيكاغو في الولايات المتحدة.

## وصلات خارجية
- جيمي باردو على موقع IMDb (الإنجليزية)
- جيمي باردو على موقع ديسكوغز (الإنجليزية)
- جيمي باردو على موقع قاعدة بيانات الفيلم (الإنجليزية)